# Carlo Cattaneo (ammiraglio)
Carlo Cattaneo (Sant'Anastasia, 6 ottobre 1883 – Mar Mediterraneo, 29 marzo 1941) è stato un ammiraglio italiano,  che combatté nella guerra italo-turca e nella prima guerra mondiale meritando diverse decorazioni al valore. Fra le due guerre ebbe incarichi di addetto navale all'estero e presso il Ministero della marina oltre ad alcuni comandi imbarcati. All'inizio della seconda guerra mondiale comandava la III Divisione di incrociatori e partecipò alla battaglia di Punta Stilo. Diventato comandante della I Divisione incrociatori, partecipò, nel marzo del 1941, alla scorreria della flotta italiana nel Mediterraneo Orientale che si concluse con lo scontro notturno di Capo Matapan. In questa circostanza perse la vita insieme alla maggior parte degli equipaggi della sua divisione. Gli venne assegnata la medaglia d'oro al valor militare alla memoria.

## Biografia
Nacque a Sant'Anastasia il 6 ottobre 1883, e dopo aver frequentato la Scuola Militare della Nunziatella di Napoli nel 1902 entrò nella Regia Accademia Navale di Livorno, da cui uscì con il grado di guardiamarina il 4 marzo 1906. Imbarcatosi sulla nave da battaglia Ammiraglio di Saint Bon, nel 1908 prese parte alle operazioni di soccorso alle popolazioni della Sicilia e della Calabria colpite dal terremoto. Promosso sottotenente di vascello tra il 1911 e il 1912 si distinse durante il guerra con l'Impero ottomano al comando di una compagnia da sbarco della corazzata Regina Elena che occupò la città di Tripoli, venendo decorato con una prima Medaglia d'argento al valor militare.
Tenente di vascello nel 1913, durante la prima guerra mondiale comandò dapprima la torpediniera Orsa e poi il cacciatorpediniere Carabiniere, venendo decorato con la Medaglia di bronzo al valor militare.
Nel primo dopoguerra fu promosso capitano di corvetta, ed assunse l'incarico di addetto navale presso l'Ambasciata d'Italia a Costantinopoli,. Venne promosso capitano di fregata nel 1929, mentre prestava servizio presso il Ministero della marina.  Comandò nel 1930 quindi la nave appoggio Antonio Pacinotti, unità ammiraglia della Divisione Sommergibili. Ricoprì l'incarico di addetto navale in Romania e poi in Jugoslavia, venendo promosso capitano di vascello il 2 agosto 1932.  Dal 17 dicembre 1933 al 18 aprile 1935 comandò l'incrociatore leggero Alberto di Giussano. Dal 13 maggio 1935 al 15 ottobre 1936, Cattaneo comandò la Flottiglia Scuola Comando a Taranto.
Venne promosso contrammiraglio il 1º gennaio 1937 e ammiraglio di divisione il 20 maggio 1938.
Dal 21 giugno 1939 al 24 maggio 1940 comandò ad Augusta la Divisione Scuola Comando (2^) con insegna sull'incrociatore Giovanni Delle Bande Nere, composta anche dal Luigi Cadorna, dalla 10ª squadriglia caccia, una flottiglia di torpediniere su 5 squadriglie, una flottiglia di sommergibili su 5 squadriglie e 5 altre navi sussidiarie.
Il 26 maggio 1940 assunse il comando della III Divisione con insegna sull'incrociatore pesante Trento, partecipando, il 9 luglio, alla battaglia di Punta Stilo.
Il 30 agosto 1940 fu designato comandante della VI Divisione con insegna sulla nave da battaglia Duilio appena rientrata in servizio dopo la ricostruzione.
Nel quadro degli avvicendamenti che interessarono gli alti comandi della Regia Marina, il 13 dicembre 1940, a seguito dell'attacco inglese a Taranto e che comportarono la fusione della I e II squadra navale in un'unica squadra, ebbe il comando della I Divisione con insegna sull'incrociatore pesante Zara.
Alla fine di marzo del 1941 partecipò così con le navi da lui comandate all'operazione Gaudo che si concluse con lo scontro notturno di Capo Matapan, nel Mar Mediterraneo, nel quale perse la vita.
Gli venne conferita la Medaglia d'Oro al Valor Militare alla memoria, e gli venne intitolata una Batteria Costiera  della Regia Marina composta da 3 pezzi da 305/42 (anche denominata "Opera L") in costruzione nei pressi di Taranto e quasi terminata all'atto dell'armistizio dell'8 settembre 1943.
Nel dopoguerra gli fu intitolata una piazza della sua città natale, e vie a Taranto, Verona e Montevarchi.

### Annotazioni
1. ↑  Come capo sezione navale del Danubio risalì il fiume, a bordo della cannoniera Ernesto Giovannini, da Costanza (Mar Nero) a Vienna.

### Fonti
1. 1 2 3 4 5 6  Fulgini 2011, p. 47.
2. 1 2 3 4 5 6 7  Alberini, Prosperini 2015, p. 134.
3. 1 2 3 4 5 6  Fulgini 2011, p. 48.
4. ↑  Fulgini 2011, p. 149.
5. ↑  Fulgini 2011, p.150 , originariamente destinati alla difesa costiera di Tobruk.
6. ↑  Fulgini 2011, p.151 , alla data dell'armistizio dell'8 settembre 1943 la batteria risultava tra quelle attive, ed armate dal personale della Milmart.
7. 1 2  Alberini, Prosperini 2015, p. 133.

### Periodici
- Bollettino riguardante le navi e gli ufficiali della Regia Marina, in Rivista Marittima, Roma, febbraio 1910.allegato